# Conversion directe d’énergie
La conversion directe d'énergie, ou plus simplement la conversion directe, est une technologie qui permet de convertir l'énergie cinétique d'une particule chargée en une tension électrique. Elle est utilisée pour produire de l'énergie électrique à partir de l'énergie de fusion nucléaire.

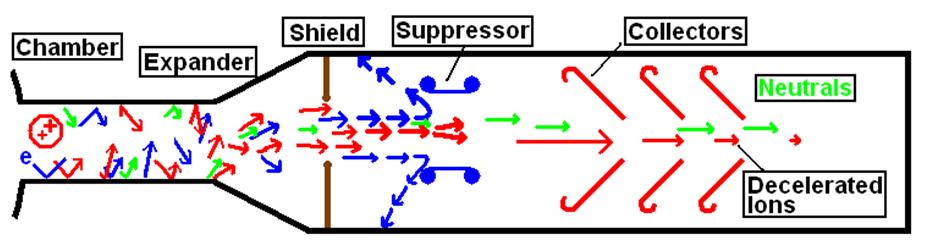
Schéma d'un système de conversion directe d'énergie montrant le principe de base.

## Histoire et fondements théoriques

### Collecteurs directs électrostatiques
Au milieu des années 1960, une technique de conversion directe d'énergie avait été proposée comme méthode permettant de capter l'énergie cinétique des particules produites dans un réacteur à fusion afin de générer directement un courant continu d'électricité. Richard F. Post du Laboratoire national Lawrence Livermore a été l'un des premiers partisans de cette idée. Post estimait que la capture de l'énergie nécessitait quatre étapes, : (1) Ordonner les particules chargées en un faisceau rectiligne. (2) Séparer les particules positives des particules négatives. (3) Décélérer les ions, les séparer en groupes, en fonction de leur énergie, et les capturer sur des électrodes. (4) Recombinaison des courants collectés à un potentiel commun, pour une utilisation en tant que courant continu à haute tension. Post pensait que l'efficacité était théoriquement déterminée par le nombre de collecteurs.

#### Le store vénitien
Le concept du store vénitien est un type de collecteur électrostatique direct. Son nom vient de la similitude visuelle du dispositif avec les rubans des stores vénitiens. Les premiers appareils du début des années 1970, construits par William Barr et Ralph Moir, utilisaient des rubans métalliques, répétitifs et faisant un angle particulier, qui servaient de plaques collectrices pour les ions. Ces surfaces métalliques en forme de ruban sont plus transparentes aux ions qui se déplacent vers l'avant qu'à ceux qui reculent. Les ions traversent des surfaces dont le potentiel électrique augmente successivement jusqu'à ce qu'ils fassent demi-tour le long d'une trajectoire parabolique. Ils voient ensuite des surfaces opaques et sont capturés. Ainsi, les ions sont triés par énergie, les ions de haute énergie étant capturés par les électrodes ayant le plus haut potentiel électrique,,.
William Barr et Ralph Moir ont ensuite dirigé un groupe de recherche pour mener une série d'expériences de conversion directe d'énergie vers la fin des années 1970 et le début des années 1980. Les premières expériences utilisaient des faisceaux de charges positives et de charges négatives en guise de combustible. Ils ont alors démontré que la capture d'énergie avait une efficacité maximale de 65 % et une efficacité minimale de 50 %,. Les expériences qui ont suivi mettaient en œuvre la conversion directe dans un plasma (au lieu de faisceaux de particules), ce qui a pu être testé avec l'expérience du miroir tandem (en anglais : Tandem Mirror Experiment, ou TMX), un réacteur de fusion à miroir magnétique qui était déjà en fonctionnement. Dans cette expérience, le plasma se déplaçait le long de lignes de champ divergentes, ce qui l'étalait, et il était converti en un faisceau se déplaçant vers l'avant avec une longueur de Debye de quelques centimètres. Des grilles de suppression réfléchissaient ensuite les électrons, et les anodes collectrices récupéraient l'énergie des ions en les ralentissant et en les recueillant sur des plaques à potentiel électrique élevé. Le TMX a permis de démontrer une efficacité de capture d'énergie de 48 %. Cependant, Marshall Rosenbluth a fait valoir que le maintien de la charge neutre du plasma sur la très courte distance de la longueur de Debye serait très difficile dans la pratique, bien qu'il ait également déclaré que ce problème ne se produirait que dans certaines versions de cette technologie.
Le convertisseur à store vénitien peut fonctionner avec un plasma deutérium-tritium (DT) ayant une énergie en entrée du convertisseur entre 100 et 150 keV, avec un rendement d'environ 60 % dans des conditions compatibles avec une solution économiquement intéressante, et un rendement de conversion technique qui peut aller jusqu'à 70 % si l'on ignore les contraintes économiques.

#### Focalisation électrostatique périodique
Un second type de convertisseur électrostatique initialement proposé par Post, puis développé par Barr et Moir, était le concept de focalisation électrostatique périodique,,. Comme dans le cas du store vénitien, il s'agit d'un collecteur direct, mais les plaques collectrices sont disposées en plusieurs niveaux le long de l'axe longitudinal d'un canal de focalisation électrostatique. Au fur et à mesure que chaque ion est décéléré le long du canal jusqu'à une énergie nulle, la particule devient « sur-focalisée » et est déviée latéralement du faisceau, pour être ensuite collectée. Le convertisseur à focalisation électrostatique périodique fonctionne généralement avec un plasma DT entre 400 et 800 keV avec une efficacité d'environ 60 % dans des conditions compatibles avec une solution économiquement intéressante, et une efficacité de conversion technique maximale de 90 % si l'on ignore les contraintes économiques.

### Systèmes d'induction

#### Systèmes de conduction
Pendant les années 1960 et les années 1970, d'autres méthodes ont été développées pour extraire l'énergie électrique directement d'un plasma se déplaçant dans un canal équipé d'électroaimants (produisant un champ magnétique transversal) et d'électrodes (connectées à des résistances de charge). Les porteurs de charge (électrons libres et ions) entrant avec le canal sont séparés par la force de Lorentz et une  tension électrique peut être récupérée en utilisant des paires d'électrodes connectées. Des tubes à choc utilisés comme générateurs magnétohydrodynamiques pulsés étaient par exemple capables de produire plusieurs mégawatts d'électricité dans des canaux de la taille d'une canette d'aluminium.

#### Systèmes d'induction
Outre les convertisseurs à électrodes, des convertisseurs magnétiques à induction pure ont également été proposés par Lev Artsimovich en 1963, puis par Alan Frederic Haught et son équipe des United Aircraft Research Laboratories en 1970. et par Ralph Moir en 1977.
Le convertisseur direct d'énergie à compression-détente magnétique est analogue à un moteur à combustion interne. Lorsque le plasma chaud se détend contre un champ magnétique, de la même manière que les gaz chauds se détendent contre un piston, une partie de l'énergie du plasma est transférée par induction à une bobine électromagnétique, sous la forme d'une force électromotrice (une tension) dans le conducteur.
Ce concept est utilisé le plus souvent dans les appareils pulsés, car le convertisseur fonctionne alors comme un moteur à quatre temps magnétique :
1. Compression : Une colonne de plasma est comprimée par un champ magnétique qui agit comme un piston.
2. Brûlure thermonucléaire : La compression chauffe le plasma à la température nécessaire pour déclencher les réactions de fusion.
3. Expansion/Puissance : L'expansion des produits de fusion (particules chargées) augmente la pression du plasma et repousse le champ magnétique vers l'extérieur. Une tension est induite et collectée dans la bobine électromagnétique.
4. Échappement/ravitaillement : Après la détente, le carburant partiellement brûlé est évacué et un nouveau carburant sous forme de gaz est introduit et ionisé ; et le cycle recommence.

En 1973, une équipe des laboratoires de Los Alamos et d'Argonne a déclaré qu'avec cette technique, l'efficacité thermodynamique du cycle de conversion de l'énergie cinétique de particules alpha en travail était de 62 %.

### Convertisseur direct d'énergie à ondes progressives
En 1992, une équipe conjointe du Japon et des États-Unis a proposé un nouveau système de conversion directe d'énergie pour les protons de 14,7 MeV produits par les réactions de fusion 3He-D, dont l'énergie est trop élevée pour les convertisseurs électrostatiques.
La conversion est basée sur un convertisseur direct d'énergie à ondes progressives (en anglais : Traveling-Wave Direct Energy Converter, ou TWDEC). Un convertisseur gyrotron guide les ions produits par les réactions de fusion sous forme de faisceau dans une cavité micro-onde de 10 mètres de long dans laquelle règne un champ magnétique de 10 T. Des micro-ondes de 155 MHz sont alors générées et converties en un courant continu à haute tension via des redresseurs.
Le réacteur ARTEMIS utilisé pour cette étude (de type configuration à champ inversée) a été conçu avec une efficacité de 75 %. Le convertisseur direct à ondes progressives a un rendement qui pourrait être de 90 %.

### Convertisseur cyclotron inverse
Les convertisseurs directs originaux étaient conçus pour extraire l'énergie emportée par les ions de 100 à 800 keV produits par les réactions de fusion DT. Ces convertisseurs électrostatiques ne conviennent pas aux ions ayant une énergie cinétique supérieure à 1 MeV générés par d'autres combustibles de fusion, tels que les réactions de fusion aneutronique 3He-D ou 11B-p.
Un dispositif beaucoup plus court que le convertisseur direct d'énergie à ondes progressives a été proposé en 1997 et breveté par Tri Alpha Energy, Inc. : le convertisseur cyclotron inverse (en anglais : Inverse cyclotron converter, ou ICC),.
L'ICC permet de ralentir des ions suivant le modèle des expériences faites en 1950 par Felix Bloch et Carson D. Jeffries, afin d'extraire leur énergie cinétique. Le convertisseur fonctionne à 5 MHz et nécessite un champ magnétique de seulement 0,6 tesla. Le mouvement rectiligne des ions produits par les réactions de fusion est converti en mouvement circulaire par une cuspide magnétique. L'énergie est extraite des particules chargées lorsqu'elles passent en spirale devant des électrodes quadripolaires. Des collecteurs électrostatiques plus classiques pourraient également être utilisés pour les particules d'énergie inférieure à 1 MeV. Le convertisseur cyclotron inverse a une efficacité qui pourrait être de 90 %,,,,.

### Convertisseur photoélectrique à rayons X
Une part importante de l'énergie libérée lors des réactions de fusion est emportée par du rayonnements électromagnétiques, essentiellement des rayons X dus au rayonnement de freinage. Ces rayons X ne peuvent pas être convertis en énergie électrique avec les différents convertisseurs directs d'énergie de type électrostatiques et magnétiques énumérés ci-dessus. Leur énergie est donc perdue.
Alors qu'une conversion thermique plus classique a été envisagée avec l'utilisation d'un échangeur rayonnement/chaudière/énergie, dans lequel l'énergie des rayons X est absorbée par un fluide à des températures de plusieurs milliers de degrés, des recherches plus récentes ont été menées par des sociétés développant des réacteur à fusion nucléaire aneutronique, et prévoient d'exploiter les effets photoélectriques et Auger pour récupérer l'énergie transportée par les rayons X et autres photons de haute énergie. C'est le cas par exemple de Lawrenceville Plasma Physics (LPP) avec le focalisateur de plasma dense, et de Tri Alpha Energy, Inc. avec le réacteur de fusion à faisceau de collision. Ces convertisseurs photoélectriques sont composés de feuilles d'absorbeurs de rayons X et de collecteurs d'électrons, qui sont imbriquées concentriquement en un réseau en forme d'oignon. Parce que les rayons X sont capables de traverser une épaisseur de matériau beaucoup plus importante que les électrons, de nombreuses couches sont nécessaires pour absorber la plupart des rayons X. LPP a annoncé un rendement global de 81 % pour le schéma de conversion photoélectrique,.

## Conversion directe d'énergie à partir de produits de fission
Au début des années 2000, des recherches ont été entreprises par les laboratoires Sandia, le laboratoire national de Los Alamos, l'université de Floride, l'université A&M du Texas et General Atomics pour utiliser la conversion directe afin d'extraire l'énergie des réactions de fission, en essayant essentiellement de récupérer l'énergie du mouvement rectiligne des particules chargées issues des réactions de fission.